# Высокое плато
Высокое плато (фр. Hautes Terres de Madagascar, Hauts-Plateaux) — центральное нагорье (преобладающие высоты 800—1000 м), занимающее более трети площади острова Мадагаскар, прорезанное неглубокими котловинами. Протягивается на 800 км с севера на юг в центральной и восточной части острова. Полого ступенями (террасами) спускается (до 200—500 м) на западе к низким плато и круто, двумя уступами обрывается к узкой приморской аккумулятивной равнине восточного побережья. Поверхность Высокого плато разбита тектоническими разломами на отдельные вулканические массивы: Царатанана, Андрингитра, Анкаратра и другие. Между ними расположены обширные тектонические впадины, в том числе с озёрами (Алаутра и другими) и плоскими аллювиальными равнинами. Много потухших вулканов, действовавших главным образом в палеогене, геотермальных источников. Нередки землетрясения. Высочайшая вершина — Марумукутру (2876 м) на севере в вулканическом массиве Царатанана. 
Густонаселенное место с сухим и прохладным климатом. Среднемесячные температуры 13—20 °C. Зимой случаются заморозки. Годовые осадки 1000—1500 мм. Влажный сезон с октября по апрель.
На восточных склонах Высокого плато — красно-жёлтые ферраллитные почвы, в понижениях и долинах восточных склонов — жёлтые ферраллитные и торфянистые почвы. В центре Высокого плато — горные красные ферраллитные почвы, во впадинах — гидроморфные тёмно-цветные слитые почвы.
На восточных склонах Высокого плато — постоянно-влажные вечно-зелёные субэкваториальные горные леса (семейств бурзеровые (канариум), бобовые (дальбергия), эбеновые (хурма), аралиевые (шеффлера), кунониевые (вейнманния).
Представляет собой остаток древней кристаллической глыбы, отделившейся от материка Африки в конце палеозоя.
Согласно устной традиции, на Высоком плато сложилось в XIV—XV вв. государство Имерина.